# Brachychilus lituratus
Brachychilus lituratus là một loài bọ cánh cứng trong họ Cerambycidae.